# Eichornia gruboogonkowa
Eichornia gruboogonkowa, pontederia gruboogonkowa, hiacynt wodny, hiacynt pływający (Pontederia crassipes) – gatunek rośliny wodnej z rodziny rozpławowatych (Pontederiaceae). Nazwa zwyczajowa w języku polskim i w wielu innych nawiązuje do podobieństwa kwiatostanów tej rośliny do kwiatostanów hiacyntów (Hyacinthus). Pochodzi z tropikalnej Ameryki (Amazonii), ale rozprzestrzeniony został w tropikach i ciepłych rejonach wszystkich kontynentów.
Uznany został za jeden ze 100 najbardziej inwazyjnych gatunków na świecie.

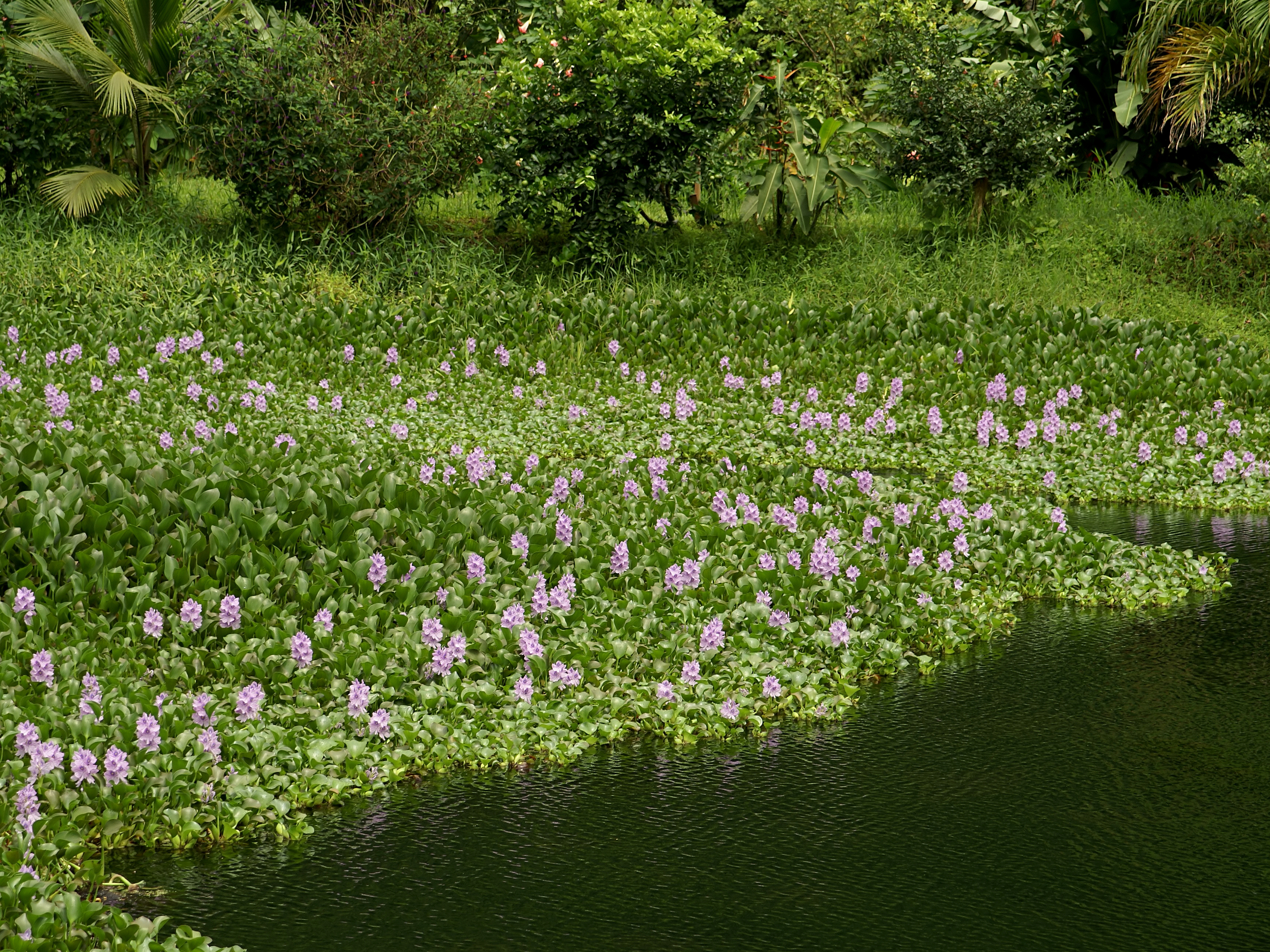
Kobierce hiacyntów wodnych zarastających zbiornik

## Morfologia
PokrójRoślina wodna, o grubych, pełzających, walcowatych kłączach. Jej liście zebrane w rozetę unoszą się na wodzie, kwiaty kwitną ponad wodą. Wielkość rośliny uzależniona jest od zawartości składników odżywczych w wodzie (im bardziej żyzna woda, tym większe rośliny).
LiścieLiście duże zielone, mięsiste z owalną blaszką liściową i z rozdętymi ogonkami, pełniącymi funkcję pływaków.
KwiatyKwiaty barwy niebieskiej lub białej, duże jak u hiacynta i podobnie jak u niego – zebrane w kłos.

## Biologia
Poza swoją ojczyzną nie owocuje i rozmnaża się tylko wegetatywnie przez fragmentację organów. Z jednej rośliny-matki wyrastać mogą setki roślin potomnych połączonych stolonami, tworzących pływające kobierce. W Polskich warunkach jest rośliną jednoroczną. Kwitnie w ciepłej wodzie (w temperaturze powyżej 20 °C).

## Ekologia
Z powodu szybkości rozmnażania i zarastania powierzchni wody roślina jest bardzo szkodliwa, szczególnie dla hodowli ryb (utrudnia dopływ tlenu). Wypiera rodzime gatunki roślin, a nawet może powodować utrudnienia w żegludze. Stwarza dogodne warunki do namnażania się moskitów. Z tych wszystkich powodów znana jest też pod nazwą „zarazy wodnej”. W niektórych krajach wprowadzono zakaz wprowadzania jej do wód powierzchniowych (np. Wielka Brytania, Teksas). W roku 1944 w stanie Luizjana straty z tego powodu osiągnęły sumę 37 milionów dolarów a roślinę nazwano „chwastem miliona dolarów”. Na terenie Unii Europejskiej została ujęta na liście inwazyjnych gatunków obcych stwarzających zagrożenie. Zabronione jest wprowadzanie tej rośliny do środowiska (poza ściśle określonymi sytuacjami). W Polsce jej występowanie ograniczone jest do wód podgrzanych przez zespół elektrowni konińskich.

## Zastosowanie
Ze względu na odporność na zanieczyszczenia bywa uprawiana w wodach zanieczyszczonych. Późną jesienią, po wykorzystaniu w oczyszczaniu ścieków, może być przeznaczona na kompost. W warunkach kontrolowanych może być uprawiana także jako roślina ozdobna. Bywa też stosowana do wytwarzania koszy i innych wyrobów plecionych.